# Mystus alasensis
Mystus alasensis är en fiskart som beskrevs av Ng och Renny Hadiaty 2005. Mystus alasensis ingår i släktet Mystus och familjen Bagridae. Inga underarter finns listade i Catalogue of Life.